# Мухурі (Чхороцкуський муніципалітет)
Мухурі (груз. მუხური) — село в Грузії.
За даними перепису населення 2014 року в селі проживає 1238 осіб.